# Parafia wojskowa Dobrego Pasterza w Nowej Dębie
Parafia wojskowa pw. Dobrego Pasterza w Nowej Dębie znajduje się w Dekanacie Wojsk Lądowych Ordynariatu Polowego Wojska Polskiego (do roku 2012 parafia należała do Krakowskiego Dekanatu Wojskowego). Jej proboszczem jest ks. kpt. Michał Kollek. Obsługiwana przez księży diecezjalnych. Założona 21 stycznia 1993. Mieści się przy ulicy Anieli Krzywoń.